# Metamorphoze
《Metamorphoze 〜メタモルフォーゼ〜》是日本歌手Gackt的第22支单曲。该作在Oricon公信榜上最高排至第二位，并保持在榜十三周。

## 概要
本曲曾被作为松竹系劇場版动画电影《机动战士Z GUNDAM：A New Translation》系列（新译作三部曲）第1作《机动战士Z高达 星之继承者》的片头主题曲。作为GUNDAM系列作品的狂热爱好者的Gackt，因受友人富野由悠季的直接请求而创作。同捆曲《因为你在等着我（君が待っているから）》出自专辑《Crescent》的single-cut。此外，《因为你在等着我》也被用作同一电影的片尾曲。
单曲分含有CD+DVD的初回限定生产盤和仅有CD的普通版两种规格同時发售。特典DVD中收入有与富野的对话以及电影预告片。另外，普通版的专辑封面甚至绘有GACKT的吉翁公國風Cosplay画像。在2005年，该作品成为年度销量排第62位的单曲，销售156,709份，让它成为Gackt的第四畅销单曲。

## 收录曲目
1. Metamorphoze 〜メタモルフォーゼ〜
（作詞：Gackt.C / 作曲：Gackt.C）
2. 君が待っているから <ReMix>
（作詞：Gackt.C / 作曲：Gackt.C）
3. Metamorphoze 〜メタモルフォーゼ〜 (INST.)
（作詞：Gackt.C / 作曲：Gackt.C）
4. 君が待っているから <ReMix> (INST.)
（作詞：Gackt.C / 作曲：Gackt.C）